# Forsbrook
Forsbrook es una parroquia civil y un pueblo del distrito de Staffordshire Moorlands, en el condado de Staffordshire (Inglaterra).

## Geografía
Según la Oficina Nacional de Estadística británica, Forsbrook tiene una superficie de 5,39 km².

## Demografía
Según el censo de 2001, Forsbrook tenía 5008 habitantes (49,66% varones, 50,34% mujeres) y una densidad de población de 929,13 hab/km². El 16,55% eran menores de 16 años, el 76,28% tenían entre 16 y 74, y el 7,17% eran mayores de 74. La media de edad era de 42,14 años. Del total de habitantes con 16 o más años, el 21,34% estaban solteros, el 63,72% casados, y el 14,93% divorciados o viudos.
El 98,7% de los habitantes eran originarios del Reino Unido. El resto de países europeos englobaban al 0,62% de la población, mientras que el 0,68% había nacido en cualquier otro lugar. Según su grupo étnico, el 99,68% eran blancos, el 0,18% mestizos, el 0,06% asiáticos, y el 0,08% chinos. El cristianismo era profesado por el 83,99%, el budismo por el 0,06%, el hinduismo por el 0,06%, y cualquier otra religión, salvo el judaísmo, el islam y el sijismo, por el 0,08%. El 8,19% no eran religiosos y el 7,63% no marcaron ninguna opción en el censo.
Había 2079 hogares con residentes, 64 vacíos, y 5 eran alojamientos vacacionales o segundas residencias.